# Acalypha brasiliensis
Acalypha brasiliensis, conhecida popularmente como tapa-buraco, é uma espécie de planta com flor do gênero Acalypha, pertencente à família Euphorbiaceae.